# Dive (álbum)
DIVE  é o segundo álbum de estúdio de Maaya Sakamoto. Foi lançado em 19 de dezembro de 1998 pela Victor Entertainment e possui onze faixas. Foi relançado em 2010 pela FlyingDog (subsidiária da Victor Entertainment criada posteriormente).

## Produção
O álbum foi gravado no Reino Unido e em Tóquio, com partes da produção acontecendo em Nova Iorque. A parceria com Yoko Kanno se repete e ela produz o álbum novamente, além de ser a mente responsável por toda a composição musical da obra. Foi a primeira colaboração com o músico Tim Jensen, que escreveu muitas letras em inglês para Sakamoto ao longo dos anos. Curiosamente, não há músicas feitas para animes ou jogos eletrônicos.

## Recepção
O álbum ficou três semanas no Oricon Albums Chart, chegando à 44ª posição.
O CD Journal, ao analisar o álbum, disse que "é cheio de suas únicas 'canções românticas incomuns'. Suas músicas, que habitam um som que mistura desespero e esperança, podem parecer efêmeras inicialmente, mas são, na verdade, dignas e fortes."
No relançamento de 2010, Toshihiro Baba, da Tower Records, elogiou o crescimento da cantora, destacando a mudança do pop para um estilo mais pop rock. Ressaltou elementos de rock britânico presentes nas músicas "I.D.", "Getsuyou no Asa" e "Yucca" e disse "mesmo tendo músicas com um gosto de jazz e um ritmo mais lento, elas não expressam fofura, mas sim flutuações do coração entre ansiedade e expectativa, um sentimento de juventude."
Ganhou o prêmio de Melhor Álbum Pop do Ano pela Music Magazine.

## Faixas
| N.º            | Título                 | Letras                  | Música         | Arranjo        | Duração |  |
| 1.             | "I.D."                 | M. Sakamoto             | Y. Kanno       | Y. Kanno       | 4:42    |  |
| 2.             | "Hashiru (Album Ver.)" | Yuho Iwasato            | Y. Kanno       | Y. Kanno       | 5:36    |  |
| 3.             | "Baby Face"            | Tim Jensen              | Y. Kanno       | Y. Kanno       | 4:41    |  |
| 4.             | "Getsuyou no Asa"      | Y. Iwasato              | Y. Kanno       | Y. Kanno       | 4:09    |  |
| 5.             | "Pilot"                | M. Sakamoto             | Y. Kanno       | Y. Kanno       | 3:57    |  |
| 6.             | "Heavenly Blue"        | M. Sakamoto e T. Jensen | Y. Kanno       | Y. Kanno       | 4:50    |  |
| 7.             | "Peace"                | M. Sakamoto             | Y. Kanno       | Y. Kanno       | 4:51    |  |
| 8.             | "Yucca"                | Y. Iwasato              | Y. Kanno       | Y. Kanno       | 4:55    |  |
| 9.             | "Neko to Inu"          | M. Sakamoto             | Y. Kanno       | Y. Kanno       | 4:05    |  |
| 10.            | "Kodoku"               | Y. Iwasato              | Y. Kanno       | Y. Kanno       | 4:59    |  |
| 11.            | "DIVE"                 | Y. Iwasato              | Y. Kanno       | Y. Kanno       | 5:27    |  |
| Duração total: | Duração total:         | Duração total:          | Duração total: | Duração total: | 52:12   |  |